# Hans-Christian Siebke

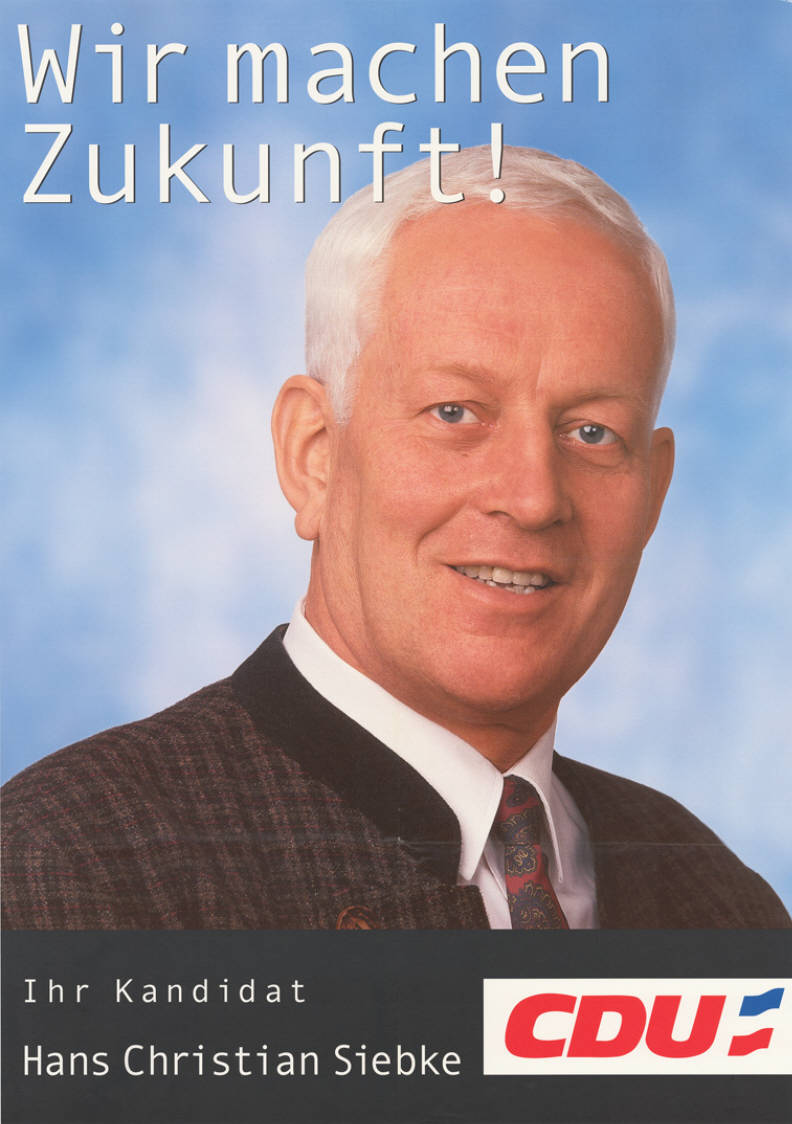
Hans Christian Siebke auf einem Landtagswahlplakat 2000

Hans-Christian Siebke (* 13. Juli 1940 in Neumünster; † 15. Februar 2023) war ein deutscher Politiker (CDU).
Nach seinem Realschulabschluss machte Siebke eine Ausbildung zum Landwirt und war in diesem Beruf von 1964 bis 1990 tätig.
1966 trat Siebke in die Junge Union Bornhöved ein, 1970 wurde er Mitglied der CDU Schmalensee, Gemeindevertreter und stellvertretender Bürgermeister. Er war Kreistagsabgeordneter und Kreisrat des Kreises Segeberg, Bürgermeister der Gemeinde Schmalensee, Amtsvorsteher des Amtes Bornhöved, Vorsitzender des Kreissportverbandes, und Mitglied der Landessportkonferenz. Von 1996 bis 2000 war er Mitglied des Landtages von Schleswig-Holstein, direkt gewählt im Landtagswahlkreis Segeberg-Ost.